# Guy Roustang
 (août 2018).
Si vous disposez d'ouvrages ou d'articles de référence ou si vous connaissez des sites web de qualité traitant du thème abordé ici, merci de compléter l'article en donnant les références utiles à sa vérifiabilité et en les liant à la section « Notes et références ».
Guy Roustang, né en 1928, est un économiste et sociologue français.

## Biographie
De 1960 à 1965, il est Chef du Service des Études générales à l'UNEDIC-Paris (Union Nationale pour l'Emploi dans l'Industrie et le Commerce, Système paritaire d'assurance chômage français). Entré au Centre national de la recherche scientifique (CNRS) en 1965, section Économie, il participe pendant deux ans en formation continue à un cycle de perfectionnement à l'animation de groupes.
Il est sous-directeur du Laboratoire d'Économie et de Sociologie du Travail pour le CNRS à Aix-en-Provence, puis directeur de 1975 à 1979.
Il est le frère de François Roustang.

## Travaux
Dans sa préface au livre Le travail autrement, Pierre Rosanvallon souligne la nouveauté de l’interrogation de Guy Roustang, passant de la crise dans l’économie à la crise de l’économie, c’est-à-dire de la place et du statut des activités économiques dans le système social, politique et culturel, dans le prolongement de La grande transformation de Polanyi et de Homo aequalis de Louis Dumont. Son analyse aboutit à la nécessité d’un retournement dans les rapports économie/société/Etat. Il trace pour cela quelques pistes ; comme le signale Jacques Guermonprez, « certaines se situent dans le très long terme (…) d’autres apparaissent comme étant susceptibles d’être traduites en mesures politiques de politique économique très rapidement. ». Pierre Livet souligne que Guy Roustang « récuse la vision libérale des retombées sociales gratifiantes de la croissance économique ». Avant même que se déploie la mondialisation de la fin du XXe siècle, assumant le procès en nostalgie « passéiste » qu’on lui attente parfois, il met en cause le principe d’une croissance économique tirée par les exportations qui aboutit – ce que l’histoire récente confirme – à une destruction de formes de sociabilité traditionnelles. Il montre la nécessité de reconstituer un espace de proximité, des relations de territorialité, de voisinage, et montre en ce sens la nécessité d’un développement plus auto-centré.
Guy Roustang prolonge ce thème de l’antagonisme entre l’économie telle qu’elle fonctionne, et les équilibres sociaux dans L’économie contre la société, qu’il écrit avec Bernard Perret. Jacques Baraux, écrit que cet ouvrage «ouvre sereinement un débat explosif : celui du divorce entre l’économie et la société. », en faisant le constat que « la mondialisation des marchés a remis en cause les dogmes sur le lien naturel de la croissance et de l’emploi, et sur l’ajustement automatique de l’économique et du social. » Henri Gibier note que les auteurs tirent les conséquences de l’effondrement du communisme, d’une part, et du développement des services, d’autre part. « L’échange l’emporte sur la production et la marchandise devient un simple support de service. » Cela amplifie les mécanismes d’exclusion, et met en cause la construction des identités par le travail. Les auteurs alertent contre l’obsession de créer des emplois au nom de la lutte contre le chômage, reléguant l’interrogation nécessaire sur l’utilité sociale ou culturelle de ces emplois. Comme le souligne William Grossin, c’est à l’État que revient l’initiative majeure de «favoriser l‘épanouissement des sociabilités communautaires », mais aussi aux entreprises.
Bernard Maris approuve, dans son commentaire de l’ouvrage, la critique des analyses « keynésiennes » et « classiques » du chômage, qui « ne disent rien de son enracinement dans les sociétés post-industrielles » ; ce livre est aussi une dénonciation de la science économique, qui constitue un système normatif de représentation de la société. Jean-Louis Laville considère que la « re-contextualisation de la sphère économique rattache l’ouvrage au mouvement en plein essor qu’est la socio-économie ». M Lallement ajoute que les auteurs ne s’en tiennent pas au constat, mais, « dans la tradition qui mêle Georg Simmel et Paul Ricœur, Hannah Arendt et Louis Dumont plaident en faveur d’un nouvel équilibre et entre la sphère marchande, la culture et la politique et proposent des solutions alternatives ».
Guy Roustang combat avec quatre autres auteurs, dans Vers un nouveau contrat social « la prééminence d’un mode de consommation passif et consumériste, le remplacement des solidarités traditionnelles par un système de protection sociale monétarisé et anonyme, la remise en cause du rôle intégrateur joué par le salariat, la montée du trafic de drogue et du pouvoir de l’Audimat » (Daniel Urbain). Il met en garde contre les dangers de l'ultra-libéralisme. Il dénonce avec eux les pseudo-évidences qui justifient la poursuite d’un modèle de croissance axé sur la recherche de la compétitivité, l’augmentation du taux de croissance, et la création d’emplois à tout prix. il préconise de reconsidérer les rapports entre économie et société et pense que « ces rapports doivent reposer sur une gamme d’activités plus large, sur une économie plurielle publique et privée, marchande de non marchande, internationale et territoriale, permettant d’autres activités que l’emploi salarié classique, type auto-production, bénévolat, actions désintéressées d’utilité sociale d’acteurs locaux ». Il s’agit « d’une part, de répartir plus équitablement les revenus, mais aussi les emplois et les statuts, ce qui implique une lutte vigoureuse contre le chômage et pour la réduction du temps de travail. D’autre part (de) valoriser tout ce qui contribue à intensifier, à enrichir, à complexifier les relations sociales et à réduire la place de l’économique dans la société. ». L’ambition de cette démarche est au bout du compte existentielle ; Il s’agit non seulement « d’avoir l’essentiel : de quoi vivre, mais aussi – surtout ? – des raisons de vivre, tant il est vrai que la société n’est pas malade du seul chômage ».
Dans Démocratie, le risque du marché, en 2002, il montre les dangers qu’une société de marché fait peser sur la démocratie. Le capitalisme investit la culture, en la dénaturant. Il signale en passant « la profonde connivence entre le politiquement correct et la revendication en faveur des droits illimités de l’individu et celle de l’ultralibéralisme. » Il souhaite le développement de l’économie solidaire, qui outre ses valeurs intrinsèques, pourrait entraîner une évolution du côté de ses « grandes sœurs », l’économie publique et l’économie de marché. Il en appelle, en invoquant Karl Polanyi, à la réalisation d’une nouvelle « grande transformation ». Au bout du compte, c’est au politique qu’il fait appel, mais dans le sens le plus profond, c’est-à-dire non aux élus, mais à l’ensemble des citoyens. Ainsi, il évoque Charles Péguy pour qui « une révolution n’est rien si elle n’engage pas tout un nouveau regard, toute une nouvelle vie, si elle n’introduit pas tout un nouveau plan, social, moral, mental ».
Guy Roustang participe actuellement[évasif] à titre bénévole à l’équipe du Programme Autoproduction et Développement Social (PADES). Il a également entrepris l'élaboration sur internet d'une encyclopédie du changement de cap en sollicitant des auteurs proches de lui dans leur orientation idéologique. Il est aussi actif sur le site Garrigues et Sentiers.

## Publications
- A. Chabert et Guy Roustang, « Développement économique de l'Allemagne orientale », Revue économique, vol. 17, no 1,‎ janvier 1966, p. 147 (ISSN 0035-2764, DOI 10.2307/3499444, lire en ligne, consulté le 26 juillet 2018)
- Pour une analyse des conditions du travail ouvrier dans l'entreprise, avec F. Guélaud, M.N. Beauchesne, J. Gautrat, A. Colin, 1975.
- France. Groupe long terme Changements des modes de vie, Comment vivrons-nous demain ? : rapport du Groupe long terme Changements des modes de vie, Paris, La Documentation française, 1983, 203 p. (ISBN 2-11-001204-8 et 9782110012043, OCLC 11235275, lire en ligne)
- Emploi, Croissance, Société, La Documentation Française, juin 1991.
- Le travail autrement : travail et mode de vie., Paris, Dunod, 1982, 251 p. (ISBN 2-04-015457-4 et 9782040154578, OCLC 405623816, lire en ligne).
- L'emploi : un choix de société, Paris, Syros, 1987, 142 p. (ISBN 2-86738-230-0 et 9782867382307, OCLC 299408107, lire en ligne).
- Réconcilier l'économique et le social, Vers une économie plurielle, Ouvrage collectif, OCDE, 1996
- Vers un nouveau contrat social, Paris, Desclée de Brouwer, 1996, 186 p. (ISBN 2-220-03645-6 et 9782220036458, OCLC 299468984, lire en ligne).
- Démocratie : le risque du marché, Paris, Desclée de Brouwer, 2002, 201 p. (ISBN 2-220-05151-X et 9782220051512, OCLC 300729837, lire en ligne).
- Travail. Article dans le Nouveau Dictionnaire critique de l'économie sociale, Bayard, 2006
- L'autoproduction accompagnée. Un levier de changement, avec Daniel Cérézuelle, Erès, 2010.